# Chlidones hova
Chlidones hova é uma espécie de coleópteros da tribo Chlidonini (Cerambycinae), com distribuição restrita à Madagáscar.

## Sistemática
- Ordem Coleoptera
  - Subordem Polyphaga
    - Infraordem Cucujiformia
      - Superfamília Chrysomeloidea
        - Família Cerambycidae
          - Subfamília Cerambycinae
            - Tribo Chlidonini
              - Gênero Chlidones
                - Chlidones hova (Nonfried, 1895)